# Diplothele walshi
Diplothele walshi là một loài nhện trong họ Barychelidae. Loài này phân bố ờ Ấn Độ.